# Holy Thursday
Holy Thursday is de titel van twee gedichten van de Engelse schrijver, dichter en beeldend kunstenaar William Blake. Het eerste gedicht werd gepubliceerd in de in 1789 verschenen bundel Songs of Innocence; het tweede gedicht valt onder de noemer Songs of Experience uit 1794. De twee series gedichten werden in 1794 samen gepubliceerd onder de titel Songs of Innocence and of Experience. Zoals de titel van de bundel aangeeft is er sprake van een contrastwerking tussen de wereld van de (kinderlijke) onschuld en die van de (vaak bittere) ervaringswereld van ouderen. Enkele van de gedichten in de twee delen dragen dezelfde titel, zoals in dit geval en dat van The Chimney Sweeper. Blake verzorgde zelf de illustraties en de grafische vormgeving bij alle gedichten, die ook bedoeld waren om gezongen te worden. Diverse artiesten hebben de verzen op muziek gezet en uitgevoerd, onder wie de Amerikaanse dichter Allen Ginsberg.
De titel 'Holy Thursday' verwijst naar Witte Donderdag in de lijdensweek, die gevolgd wordt door Goede Vrijdag en Stille Zaterdag. In de traditie van de Anglicaanse Kerk kan de term overigens ook verwijzen naar Hemelvaartsdag, die ook altijd op een donderdag wordt herdacht.

## Songs of Innocence
Het gedicht bestaat uit drie stanzas (coupletten). Elke stanza is opgebouwd uit twee rijmende regels (couplets) met het rijmschema aabb enz.

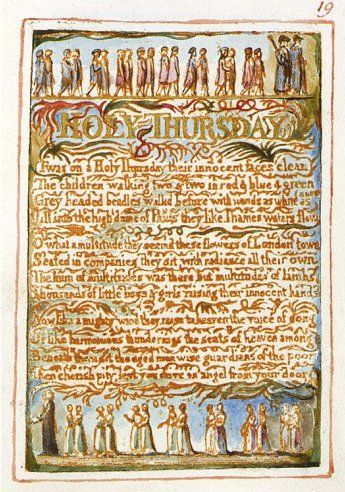
Holy Thursday, uit 'Songs of Innocence

Grote groepen weeskinderen begeven zich naar St Paul's Cathedral in Londen voor de viering van de gedenkdag. Zij staan onder de hoede van hun 'grijze' voogden of regenten. Zij zijn gekleed in de bij het weeshuis passende kleuren. Hun jeugdige onschuld wordt benadrukt door de woorden 'innocent' en 'lambs' in de tweede stanza. Voor de kinderen is dit jaarlijkse ritueel een uitje. Het idyllische plaatje kent echter een bittere tegenhanger in de realiteit zoals verwoord in het tweede gedicht.
'Twas on a Holy Thursday, their innocent faces clean,
The children walking two and two, in red and blue and green,
Grey headed beadles walk’d before, with wands as white as snow,
Till into the high dome of Paul's they like Thames' waters flow.
Oh what a multitude they seem’d, these flowers of London town!
Seated in companies they sit with radiance all their own.
The hum of multitudes was there, but multitudes of lambs,
Thousands of little boys and girls raising their innocent hands.
Now like a mighty wind they raise to heaven the voice of song,
Or like harmonious thunderings the seats of Heaven among.
Beneath them sit the aged men, wise guardians of the poor;
Then cherish pity, lest you drive an angel from your door.

## Songs of Experience
Dit gedicht telt vier kwatrijnen met het rijmschema abcb. De regels zijn aanzienlijk korter dan in het eerste gedicht.
Het vers contrasteert ook qua toon sterk met het eerdere. In de eerste twee coupletten worden harde vragen gesteld. De 'bloem van de natie', zoals de kinderen in het eerste gedicht worden genoemd, zijn in werkelijkheid verlaten en verstoten kinderen die een hard bestaan leiden. Er wordt wel voor hen gezorgd, maar deze zorg is koud en gierig. In plaats van het vrolijke voorjaar waarin de gedenkdag zich afspeelt, is het in hun wereld altijd winter, en dat in een land waar grote welvaart heerst en waar kinderen niet zouden moeten verhongeren. Blakes expliciete kritiek in dit gedicht is te vergelijken met dat in The Chimney Sweeper.

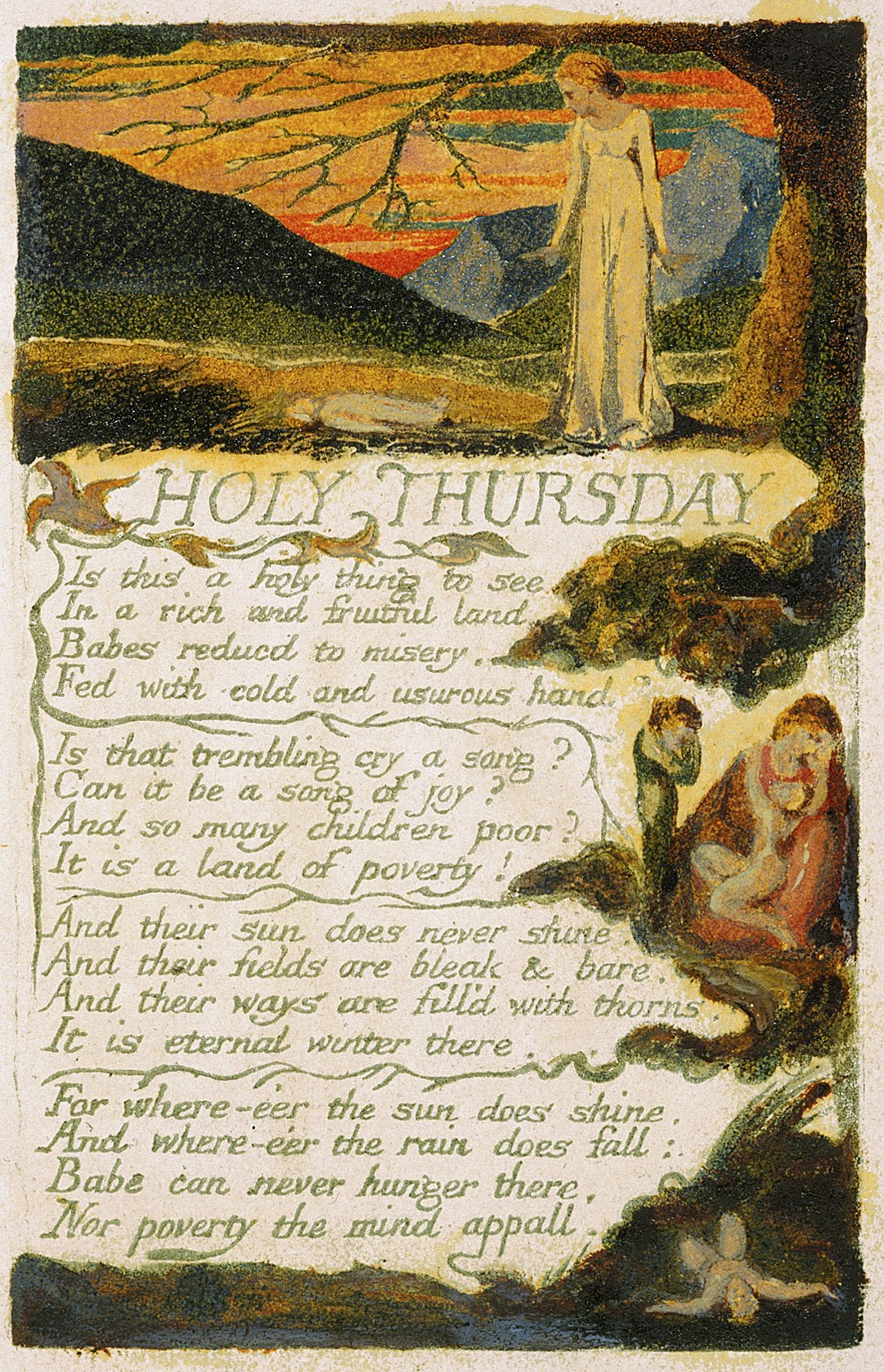
Holy Thursday, uit 'Songs of Experience

Is this a holy thing to see
In a rich and fruitful land,
Babes reduced to misery,
Fed with cold and usurous hand?
Is that trembling cry a song?
Can it be a song of joy?
And so many children poor?
It is a land of poverty!
And their sun does never shine,
And their fields are bleak and bare,
And their ways are filled with thorns:
It is eternal winter there.
For where'er the sun does shine,
And where'er the rain does fall,
Babes should never hunger there,
Nor poverty the mind appall.